# Клалам
Вижте пояснителната страница за други значения на Клалам.
Клалам (на английски: Klallam) е етническа група в Съединените американски щати и Канада, наброяваща в началото на 21 век няколко хиляди души. Повечето от тях живеят на полуостров Олимпик в щата Вашингтон и на остров Ванкувър в канадската провинция Британска Колумбия. Традиционният им език е клалам, който се говори от около 10 души.